# بدر السماك
بدر السماك، لاعب كرة قدم كويتي، من مواليد 1 يناير 1988، يلعب الآن مع نادي السالمية كلاعب وسط، شارك في كأس الأمير 52 مع نادي السالمية.